# Käglan
Käglan ist ein Höhenzug in Schweden, der zwischen dem Fluss Arbogaån und dem See Hjälmaren liegt.
Der Höhenzug ist ungefähr 50 Kilometer lang und erreicht seine höchste Höhe von 108 Metern östlich des Sees Väringen. Im östlichen Teil liegen die höchsten Berge bei 60 bis 80 Metern. Diese besitzen nach Norden hin meist steile Berghänge. Früher war der Höhenzug überwiegend bewaldet und stellte eine natürliche Grenze zwischen den historischen Provinzen Västmanland und Närke dar. Der Wald war durchbrochen mit Heideflächen und Sümpfen. Im Zuge der Besiedlung des Höhenzuges wurden immer mehr Flächen landwirtschaftlich nutzbar gemacht.